# Пустельний степ басейну Великих озер
Пустельний степ басейну Великих озер (ідентифікатор WWF: PA1316) — палеарктичний екорегіон пустель і склерофітних чагарників, розташований на північному заході Монголії, а також на півдні Туви в Росії.

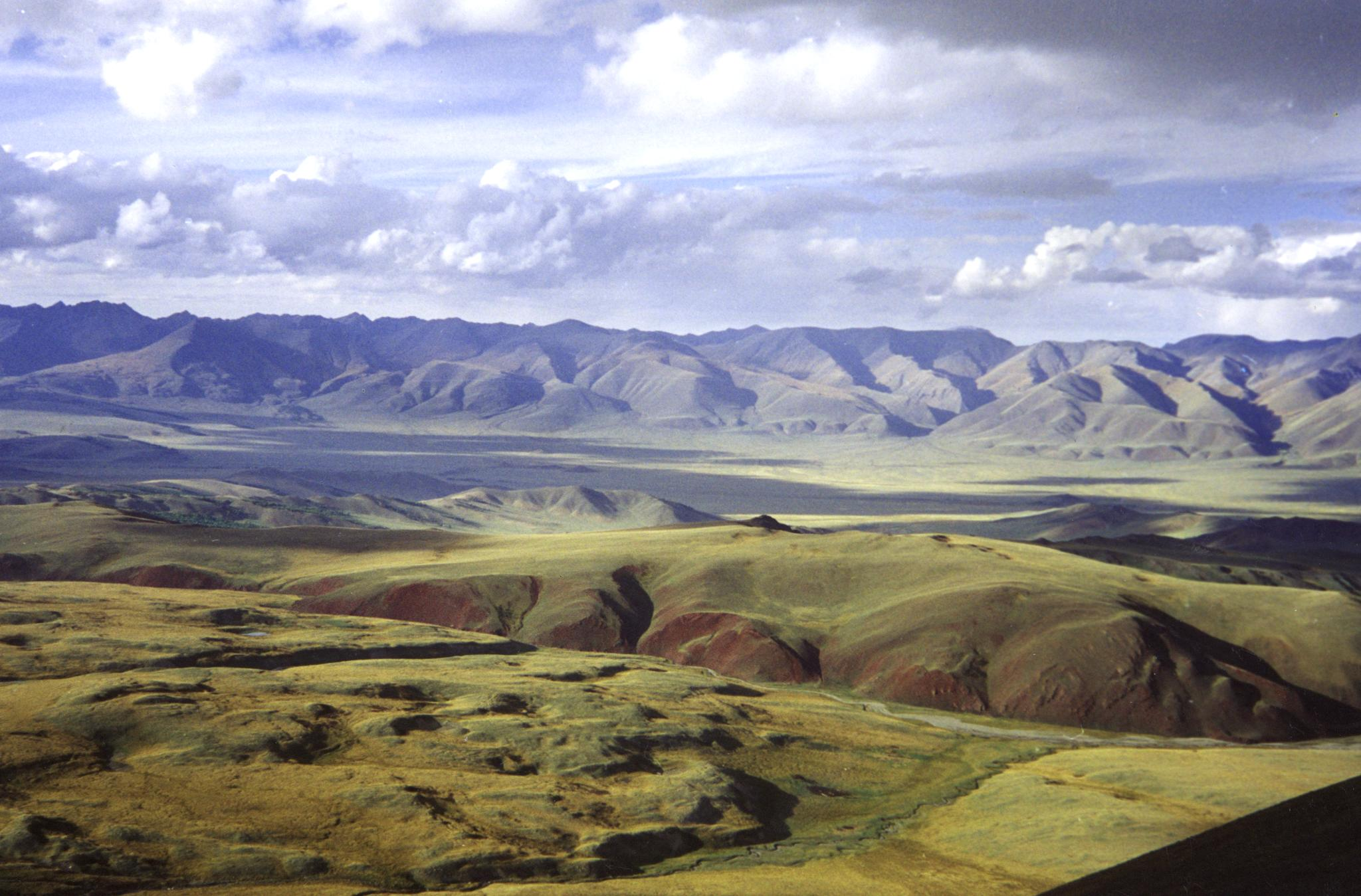
Ландшафт басейну Убсу-Нура (Монгун-Тайгинський кожуун, Тива)

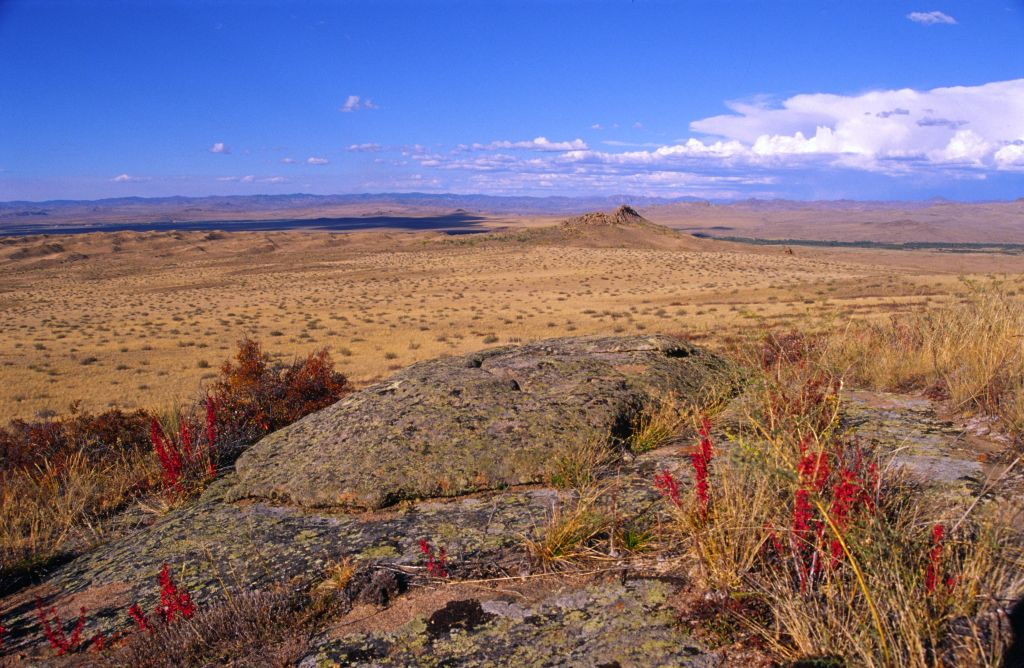
Ландшафт Убсунурського заповідника (Тива)

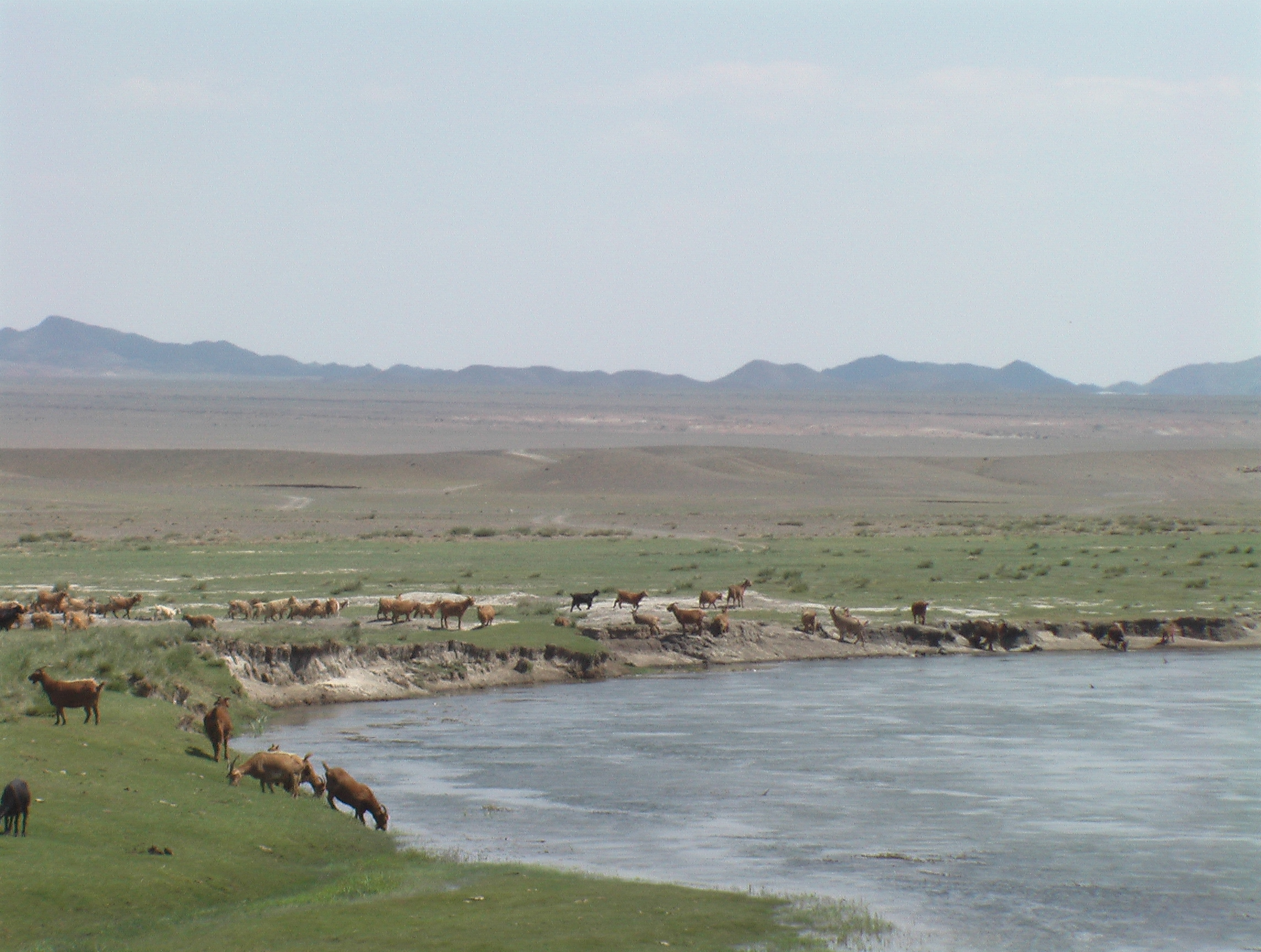
Озеро Хара-Нур (аймак Ховд, Монголія)

## Географія
Екорегіон пустельного степу басейну Великих озер простягається на 500 км із заходу на схід та на 600 км з півночі на південь, охоплюючи улоговину Великих озер, велику безстічну область, оточену із заходу і півдня Алтайськими горами, зі сходу — Хангайськими горами, а з півночі — горами Танну-Ула. В цій улоговині розташовані найбільші озера Монголії — солоні Убсу-Нур, Хярґас-Нур та Дурген-Нур і прісні Хара-Ус-Нур, Хара-Нур та Айраг-Нур, які є залишками великого прісного басейну, який існував у плейстоцені. Озера живляться водою річок, що стікають з навколишніх гір, зокрема річок Кобдо, Завхан та Тес-Хем.
Рельєф регіону представлений широкими сухими глинистими та гравійними долинами, які поволі спускаються з гір до озер. Рівнини перемежовуються солончаками, невеликими озерами та невисокими пагорбами, подекуди трапляються скельні відслонення. На сході екорегіону зустрічаються піщані дюни, відомі як Монгол-Елс, або Монгольські піски. Посередині улоговини із північного заходу на південний схід проходять гори Хан-Хухійн-Ула, які розділяють басейн Убсу-Нура та басейн Хярґас-Нура. Середня висота озера Хара-Нур становить 1153 м над рівнем моря, озера Хярґас-Нур — 1028 м над рівнем моря, а озера Убсу-Нур — 759 м над рівнем моря. Висота Шаргінської западини, розташованої на крайньому півдні екорегіону становить від 948 до 1700 м над рівнем моря. Загалом висота екорегіону переважно коливається від 700 до 2000 м над рівнем моря, а висота навколишніх гір може досягати 4000 м над рівнем моря.
На сході та в горах Хан-Хухійн-Ула екорегіон переходить у Селенго-Орхонський лісостеп, а на південному сході — у пустельний степ долини Гобійських озер. На півдні, заході і півночі, в Атлайських горах та в горах Танну-Ула, розташовані екорегіони гірських лісів та лісостепів Алтаю та гірських хвойних лісів Саян.

## Клімат
На півночі екорегіону переважає напівпустельний клімат (BSk за класифікацією кліматів Кеппена), а на півдні — холодний пустельний клімат (BWk за класифікацією Кеппена). Зима в регіоні довга і морозна, весна суха і вітряна, а літо тепле або спекотне. Середньорічна температура становить -2 °C, середньомісячна температура коливається від -31 °C у січні до 20 °C у липні. Середньорічна кількість опадів коливається від 50 до 150 мм, пік опадів припадає на липень. Екорегіон розташований у дощовій тіні гір Танну-Ула, які захищають його від переважаючих вологих північно-західних вітрів, що дмуть із Сибіру. Басейн Убсу-Нуру розташований в центрі Азійського антициклону і відомий як одне з найхолодніших місць в Азії з найнижчою зареєстрованою температурою -58 °C.

## Флора
Рідкісний рослинний покрив екорегіону переважно представлений напівчагарниками, кущами до 0,5 м заввишки та трав'янистими рослинами, зокрема ковилою (Stipa spp.). Переважають ксерофітні та подекуди галофітні пустельні та напівпустельні рослинні угруповання, а в долинах великих річок та навколо озер — азональні рослинні угруповання.
В пустелях на верхніх схилах гір зустрічаються напівчагарнички коротколистого їжачника (Anabasis brevifolia), а також галькова ковила (Stipa glareosa) та деревієподібна аянія (Ajania achilleoides). Рослинність тут покриває від 3 до 20 % території. На нижчих схилах та в пустельному степу (напівпустелі), який поширений на більшій частині басейну Великих озер, переважають невисокі кущі білокорої карагани (Caragana leucophloea) в поєднанні з колючим горобинцем (Oxytropis aciphylla), рутолистою ковилою (Artemisia rutifolia) та черешкуватим мигдалем (Prunus pedunculata). Рослинність тут покриває від 15 до 50 % території.
У перехідній зоні між пустельним степом та луками в долинах річок переважають купини блискучої неотринії (Neotrinia splendens), які часто перемежовуються чагарниками колючої карагани (Caragana spinosa) та сріблястого солекуща (Halimodendron halodendron). На верхніх терасах річкових долин та в околицях озера Хара-Ус-Нур поширені трав'янисті луки, на яких переважає китайський колосняк (Leymus chinensis). Уздовж річок Кобдо та Буянт ростуть густі зарості лозових верб (Salix viminalis), частина з яких деградувала внаслідок перевипасу худоби. Значні території в долинах річок та на берегах озер екорегіону протягом останніх століть використовувалися як пасовища. На цих деградованих луках домінує гусячий перстач (Argentina anserina).
На засолених узбережжях озер поширені солончакові луки, де домінують галофіти — солестійкі види рослин, зокрема болотяний тризубець (Triglochin palustris), приморське вербозілля (Lysimachia maritima) та пагоновий жовтець (Halerpestes sarmentosus). Вздовж берега озера Хара-Ус-Нур поширені очеретяні зарості, в яких домінує звичайний очерет (Phragmites australis), а також зустрічається плоскостеблий бульбокомиш (Bolboschoenus planiculmis) та рогіз Ляксманна (Typha laxmannii). В басейні озера Хярґас-Нур зустрічаються джунгарські реомюрії (Reaumuria soongarica) та різні види їжачника (Anabasis spp.), а в пустельній Шаргінській западині переважають зарості зайсанського саксаулу (Haloxylon ammodendron).
Екорегіон пустельного степу басейну Великих озер характеризується високим флористичним різноманіттям, оскільки він включає в себе багато перехідних зон — від степу до пустелі, від прісної до солоної води, від низьких висот до високогір'їв. Ця ізольована територія протягом історії зазнала незначного втручання людини, яке передусім полягало у веденні кочового скотарства. Загалом в екорегіоні зареєстровано 554 види судинних рослин з 62 родин. З них 13 видів є ендеміками екорегіону, а 22 види занесені до Червоної книги Монголії. Зокрема, ендеміками басейну Убсу-Нура є барханова ковила (Stipa barhanica), тувинський астрагал (Astragalus tuvinicus) та астрагал Положій (Astragalus polozhiae).

## Фауна
Фауна екорегіону включає види, пристосовані до пустельних або напівпустельних середовищ та водно-болотних угідь. Характерними представниками екорегіону є гризуни, зокрема монгольські піщанки (Meriones unguiculatus), азійські стрибаки (Dipus sagitta), рудощокі ховрахи (Spermophilus erythrogenys), хом'ячки Роборовського (Phodopus roborovskii) та рідкісні тарбагани (Marmota sibirica). В гірських районах зустрічаються архари (Ovis ammon) та сибірські козли (Capra sibirica), в очеретяних заростях навколо Хара-Ус-Нура — дикі свині (Sus scrofa), а в степах — монгольські дзерени (Procapra gutturosa), джейрани (Gazella subgutturosa) та дуже рідкісні реліктові ендеміки — монгольські сайгаки (Saiga tatarica mongolica), популяція яких нараховує близько 5000 особин. Серед хижаків екорегіону слід відзначити вовка (Canis lupus), звичайну лисицю (Vulpes vulpes), лисицю-корсака (Vulpes corsac), барвистого кота (Felis lybica ornata), манула (Otocolobus manul), алтайську мустелу (Mustela altaica), горностая (Mustela erminea), степового тхора (Mustela eversmanii), кам'яну куницю (Martes foina) та рідкісного снігового барса (Panthera uncia).
Водно-болотні угіддя екорегіону мають важливе значення для багатьох коловодних птахів, зокрема для кучерявих пеліканів (Pelecanus crispus), білих косарів (Platalea leucorodia), великих бакланів (Phalacrocorax carbo), лебедів-кликунів (Cygnus cygnus), китайських гусок (Anser cygnoides), сірих гусок (Anser anser), білоголових савок (Oxyura leucocephala), рудих огарів (Tadorna ferruginea), звичайних крижнів (Anas platyrhynchos), звичайних лисок (Fulica atra) та азійських неголів (Limnodromus semipalmatus). В пустельних степах екорегіону широко поширені пустельні кам'янки (Oenanthe deserti), попелясті кам'янки (Oenanthe isabellina), монгольські снігарі (Bucanetes mongolicus), монгольські жайворонки (Melanocorypha mongolica), монгольські джиджітки (Podoces hendersoni) та східні джеки (Chlamydotis macqueenii). Серед хижих птахів, поширених в екорегіоні, слід відзначити чорного шуліку (Milvus migrans), орлана-довгохвоста (Haliaeetus leucoryphus), східного могильника (Aquila heliaca), ягнятника (Gypaetus barbatus), кумая (Gyps himalayensis) та чорного грифа (Aegypius monachus).
Серед найпоширеніших плазунів екорегіону слід відзначити строкату круглоголовку (Phrynocephalus versicolor), плямисту ящурку (Eremias multiocellata), ящурку Пржевальського (Eremias przewalskii), візерункового полоза (Elaphe dione) та звичайного щитомордника (Gloydius halys), а серед річкових та озерних риб — монгольського харіуса (Thymallus brevirostris), сибірського харіуса (Thymallus arcticus), пелядь (Coregonus peled), сибірського слижа (Barbatula toni) та плямистого гольця (Triplophysa strauchii). Ендеміками екорегіону є алтайські османи (Oreoleuciscus potanini) та монгольські османи (Oreoleuciscus dsapchynensis).

## Збереження
Оцінка 2017 року показала, що 32 266 км², або 20 % екорегіону, є заповідними територіями. Природоохоронні території включають: Біосферний заповідник басейну Убсу-Нура, Національний парк Хара-Ус-Нур, Національний парк Хярґас-Нур та Національний парк Монгол-Елс в Монголії, а також Природний заповідник Убсунурської котловини в Росії. У 2003 році басейн Убсу-Нура був внесений до списку Світової спадщини ЮНЕСКО.